# ارین فاستر
ارین فاستر (انگلیسی: Erin Foster؛ زادهٔ ۲۳ اوت ۱۹۸۲) بازیگر اهل ایالات متحده آمریکا است.
از فیلم‌ها یا سریال‌هایی که وی در آن نقش داشته است، می توان به هیچ‌کس این را نمی‌خواهد اشاره کرد.